# Baretta
Baretta là một thành phố và là nơi đặt hội đồng đô thị (municipal council) của quận Mansa thuộc bang Punjab, Ấn Độ.

## Nhân khẩu
Theo điều tra dân số năm 2001 của Ấn Độ, Baretta có dân số 14.882 người. Phái nam chiếm 53% tổng số dân và phái nữ chiếm 47%. Baretta có tỷ lệ 56% biết đọc biết viết, thấp hơn tỷ lệ trung bình toàn quốc là 59,5%: tỷ lệ cho phái nam là 62%, và tỷ lệ cho phái nữ là 50%. Tại Baretta, 14% dân số nhỏ hơn 6 tuổi.